# Phare de l'île aux Marins
Le phare de l'île aux Marins, aussi appelé phare de la Pointe-Leconte, du nom de la pointe éponyme où il est bâti, est un petit phare métallique situé au sud-ouest de l'île aux Marins, une petite île inhabitée face au port de  Saint-Pierre, le chef lieu et principale agglomération de l'archipel français de Saint-Pierre-et-Miquelon. Le phare balisait la passe du Suet, l'entrée sud du port saint-pierrais.

## Caractéristiques
Le phare est une tour ronde métallique de 7 mètres de haut par 2 mètres de large et entièrement peinte en rouge, avec devant la lanterne une étroite coursive extérieure. Il comportait un feu fixe et à deux secteurs rouge et blanc d'une portée de 7 milles.

## Histoire
Ce feu a été construit en 1876, époque où l'île aux Marins était encore habitée avec une activité de pêche locale, et où le port de Saint-Pierre était très fréquenté par les nombreux navires terre-neuvas venus pêcher la morue sur les grands Bancs de Terre-Neuve. Le port de Saint-Pierre se situait à une position stratégique, à l'ouest des Grands-Bancs et à l'est du débouché du golfe du Saint-Laurent.
Le phare fut maintenu en activité jusqu’à l’interdiction de la navigation dans la passe en 1961.
Il a fait l'objet de l'édition d'un timbre en 1992, dans une série sur les phares de l'archipel. Il est fortement dégradé par l'air marin et les périodes de gel, avec un acier fortement corrodé et un béton éclaté. Certaines vitres de la lanterne sont brisées et son escalier intérieur est condamné. Il est retenu pour bénéficier du loto du patrimoine en mars 2019, le premier édifice du territoire de Saint-Pierre-et-Miquelon à bénéficier de ce dispositif.